# 梁启勋
梁启勋（1876年—1965年），字仲策，广东新会人，中国二十世纪著名词学家、翻译官，号曼殊室主人，梁启超之弟。
早年在康有为万木草堂修业。1896年在上海《时务报》担任修改译稿工作。1902年入上海震旦学院（今复旦大学），后旅居美国数年。1912年任天津《庸言》杂志撰述，翌年任《大中华》杂志撰述。1914年任北京中国银行监理官，又任币制局参事。1928年脱离政界。1931年执教于国立青岛大学（今山东大学）。1933年在交通大学及北平铁道管理学院（今北京交通大学）任训育主任。1951年7月，被聘任为中央文史研究馆馆员。梁启勋著有《词学》二卷、《稼轩词疏證》六卷、《中国韵文概论》三卷、《曼殊室随笔》五卷、《海波词》四卷，被称为海波老人。与夏敬观、刘毓盘、吴梅、王易、汪东、顾随、任讷，陈匪石、刘永济、蔡桢、俞平伯、夏承焘、唐圭璋、龙榆生、詹安泰、赵万里等并为朱、况一脉。还翻译过《大社会》，后更名为《社会心理之分析》。上世纪50年代，毛泽东曾对他的词亲笔写来过赞扬的信（文革抄家时抄走，至今无下落）。此外，他还翻译过若干外国名著，是中国最早的翻译家之一。

## 学术生涯
梁启勋是梁启超的二弟，于诸兄弟中与乃兄年龄相距最近，关系也最亲密。1890年，梁启超结识康有为并拜其为师。1891年，在梁启超、陈千秋的邀请下，康有为在广州设立“万木草堂”，梁启勋于1893年随兄入“万木草堂”学习，学得许多西方哲学、历史和自然科学技术，还自学英、日文。
1902年，梁启超创办《新民丛报》半月刊，将家庭从东京搬来横滨。以“饮冰子”为笔名继续发表《饮冰室自由书》，其中最具代表性的系列文章是《新民说》。梁启勋则在1902年考入上海震旦大学（现复旦大学），不久考入美国哥伦比亚大学经济系，遂赴美勤工俭学，除在华侨开办的洗衣店等打工外，还翻译出版外文书以维持生活和上学。这时期翻译的《血史》和《世界近世史》分别在1905年和1907年在上海广智书局出版。毕业后即赴日本参加梁启超在海外创办的《新民丛报》、《国风报》等工作。
1912年梁启勋与梁启超一同回国，返回天津，梁启超着手创办《庸言报》，梁启勋任报纸撰述。1914年，梁启超任接任币制局总裁，梁启勋即任中国银行监理、币制局参事的经济工作等。
1915年梁启超主编《大中华》杂志，梁启勋任杂志撰述。1916年，护国战争爆发，梁启超南下发起反袁活动，梁启勋在广州料理父亲梁宝瑛丧事，梁启超开始不知父亲逝世消息，仍寄来报平安的家信。1919年巴黎和会召开，4月29日，英、美、法三国作出决定，同意将德国在山东及胶州湾的所有权利让与日本。梁启超致电林长民，林氏刊文说明事实，导致五四运动爆发，这其中，梁启勋赠千金给被捕的学生。
1924年，梁启超夫人李蕙仙去世，梁启勋在北京全权负责营造墓园工程。1925年，梁启超在清华讲学期间，进城便住在南长街梁启勋住所。1926年，梁启超任司法储才馆馆长，聘梁启勋为总务长。1927年，梁启勋代梁启超在北京为梁思成、林徽因主持订婚仪式。1928年，梁启超因病住在协和医院，梁启勋写有《曼殊室戊辰笔记》。1929年梁启勋于梁启超逝后跋《袁世凯之解剖》、《白香山诗集》、《东坡乐府》、《初白庵苏诗补注》，缅怀长兄。梁启超早年流亡日本时，梁启勋在美国哥伦比亚大学学习经济，兄弟之间常常鸿雁往来，探讨学问之道。及至1912年梁启超回国，梁启勋则成为乃兄负责家庭事务的左右手。梁启超对诗词的研究兴趣，对梁启勋影响很大。今人陈声聪以梁启超昆仲比拟苏轼兄弟，殊为确当。梁启勋的《稼轩词疏证》正是继长兄梁启超未竟之业，并对乃兄的研究成果进行补正。
在山东省档案馆馆藏的民国档案中，有一份1931年国立青岛大学(山东大学前身)的聘书。1931年12月，梁启勋接受了杨振声的邀请，于1932年2月到校任职，任文学院中国文学系讲师。当时，闻一多任中文系主任、梁实秋任外文系主任，他们均毕业于清华大学，都曾是梁启超的学生。因这层关系，再加上梁启勋到校时已56岁，闻一多、梁实秋视他为师长，对他特别敬重。不过因为年龄的原因，梁启勋和梁实秋、闻一多交往并不多，他只管潜心备课、认真教书。
梁启勋不仅是词人，而且是现代重要的词学家。他在国立青大中文系讲授词学和音韵文，臧克家、丁观海等都是梁启勋的学生。
梁启勋正是在国立青大任职期间，开始著写《中国韵文之变化》。此手稿书于“国立青岛大学”用笺上，梁启勋在《序》处自署“二一壬申(1932年)四月二十四日始属稿”，“成于廿六年丁丑年(1937)一月七日。”可知此著作于1932年作而完成于1937年。梁启勋自叹“其间或作或辍，迄无常课，偶有所获辄援笔增补。大抵每年夏季工作较多，盖容我终日伏案者,唯暑期中而已。”该书于1938年由商务印书馆出版，书名改为《中国韵文概论》，全书通过介绍《离骚》、汉赋、骈文、乐府、唐诗、宋词、元曲的演变及其关系，讲述韵文的发展概况，提出了一些有价值的见解。其中一个重要观点是：《诗经》三百篇乃中原文学之祖，中国韵文的源头皆由此出。梁启勋说:“《诗》三百篇，是中原文学之祖,一切变化皆由此出。词的方面如骚、赋、七、骈文、律赋等，诗的方面如古乐府、五七言诗、新乐府、词、曲等源于三百篇。”
1932年7月，梁启勋离开国立青岛大学，后在交通大学及北平铁道管理学院（今北京交通大学）任教，这时期译有《社会心理之分析》二卷（‘Great Society’英国walins.G著）。任教期间创作了著名的《交大平院校歌》。

## 艰苦岁月
1938年七七事变，日本大规模侵华，他的五个孩子都还在上小学和中学，无法随祖国向后方转移，而尚在沦陷区，抗战时期一直只在银行担任阅报、圈报和剪报的工作，这是梁启勋一生最苦恼的时期。40年代初其二子梁思睿在上大学时，经同学介绍参加了国民党在沦陷区北平的地下抗日工作。梁启勋很欣慰支持，曾多次通过二子梁思睿向祖国提供敌伪政府的经济、金融、组织的情报材料。
抗日胜利后，梁启勋目睹国民党政府官员的飞扬跋扈，贪赃枉法和他们在抗日后方时大发国难财的丑闻，这时全国各地都掀起看轰轰烈烈的爱国民主运动，可以较普遍地读到唯物辩证法、社会发展史等书籍和知道了解放区的许多，从此梁启勋对共产党逐渐由了更深入的了解。这时期他在北京大学任助教，通过参加民主运动，思想有了觉悟，参加了地方党。解放前夕，国民党政府疯狂镇压民主运动，许多学生被上了逮捕的黑名单，大批青年和民主人士被杀害，整个北平陷入了一片黑暗恐怖之中，梁启勋对此非常反感、愤怒，梁启勋青年是在戊戌变法中就亲身遭受过西太后反动派的类似镇压，梁启勋认为，现在只有打倒反动的国民党，由共产党取得政权，中国才有希望。
这时北京大学红楼一带被军警、特务包围封锁，中国共产党地下工作者周基愚和四个被上了黑名单的学生逃出了围困，梁启勋毫不迟疑的把他们收藏在南长街的家中。掩护在自己的卧室内，后由地下党组织将他们转移至解放区。不久，又有电影和戏剧界的陈怀凯、刘燕驰、凌翠、邵丹等四个教员和学生从南京逃来北平，他也收容掩护在家里，通过地下组织送往解放区，母亲见他们没有御寒的衣被，便把准备为小女儿结婚用的新棉被送给他们带走。梁启勋为北大地下党和学生会收藏有许多秘密文件，北大地下党文理法学院教员支委会和讲师、讲员。祝教会、理事会也常到他家去开秘密会议。
梁启勋的儿女们都参加了革命：
- 长女梁思明已经在北平解放前便前往冀中解放区工作；
- 长子梁思衡和三女梁思爱（地下共产党员）参加解放大军南下解放华南；
- 二女梁思聪参加南下工作团支援两广解放后的工业和支教工作。

## 晚年时期
中华人民共和国成立后，1951年中央人民政府政务院建立中央文史研究馆，经周恩来提名，由毛泽东圈定梁启勋、章士创、康同壁、齐白石等28位各界著名人士为中央文史馆首任馆员。梁启勋首当选为北京市第一、二、三届人民代表大会代表。妻子也参加了街道委员会的工作。这时的二子也参加了人民志愿军赴朝鲜前线与美帝作战。梁启勋的家庭被北京市区评为“革命家庭”，在他们的南长街54号大门上装置了“革命家庭”的铜匾牌。
1950到60年代，周总理每年在新年和国庆节都要举办国宴，宴请各界名人，梁启勋都被邀请参加。1961年国庆节的国宴前，周恩来总理曾特意邀请梁启勋在人民大会堂单独会晤，畅谈他在戊戌变法前后的工作情况，并请他写了一篇关于“万木草堂”的回忆记述，刊登在1962年1月全部过政协编辑的《文史资料选辑》第25辑.1999年10月26日广东《新会报》登载“周恩来约见梁启勋”一文报导了这次会晤。
梁启勋一生，除从事过经济和中国文学历史的教研工作外，他更热爱中国的诗词，是一位有名的词学家，他的主要著作有《中国韵文概论》三卷、《词学》二卷、《稼轩词疏证》六卷、《海波词》四卷、《词学铨衡》、《曼珠室随笔》四卷等。